# Normální číslo
Normální číslo je takové reálné číslo, v jehož reprezentaci v každém základu {\displaystyle z} (např. {\displaystyle z=10} pro desítkovou soustavu) jsou
- všechny cifry zastoupeny s limitní hustotou {\displaystyle 1/z},
- všechny posloupnosti cifer délky 2 se vyskytují s limitní hustotou {\displaystyle 1/z^{2}},
- atd.

Jinými slovy, všechny posloupnosti cifer délky {\displaystyle n} se vyskytují s limitní hustotou {\displaystyle 1/z^{n}}.
Příkladem normálního čísla je číslo {\displaystyle 0{,}12345678910111213\ldots }, jehož desetinný rozvoj je zápisem přirozených čísel za sebe. 
Bývá obtížné prokázat, že nějaké číslo je normální. Například normalita {\displaystyle {\sqrt {2}}}, Ludolfova čísla {\displaystyle \pi } a Eulerova čísla {\displaystyle \mathrm {e} } je otevřeným problémem.